# Black Hole Sun
"Black Hole Sun" er sang af det amerikanske rockband Soundgarden. Sangen er skrevet af bandets forsanger Chris Cornell, og blev udgivet i 1994 som den tredje single fra bandets fjerde studiealbum Superunknown fra 1994. Det er bandets mest kendte og populære sang, og er en velkendt sang fra 1990'erne. Sangen toppede Billboard Mainstream Rock Tracks-listen, hvor den forblev i syv uger i træk. Selvom sangen toppede som nummer to på Modern Rock Tracks, blev "Black Hole Sun" stadig nummer et på årets liste i 1994. Den opnåede ikke en placering på Billboard Hot 100-listen på grund af regler omkring fysisk/kommerciel udgivelse af singlen på daværende tidspunkt, men den toppede stadig som nummer 24 på Hot 100 Airplay-listen, og som nummer ni på Mainstream Top 40-listen. Sangen blev inkluderet på Soundgardens greatest hits-album fra 1997, A-Sides, og igen på opsamlingsalbummet Telephantasm fra 2010.

## Hitlister
| Hitliste (1994)                                  | Højeste placering |
| ------------------------------------------------ | ----------------- |
| Australien (ARIA)                                | 6                 |
| Canada Top Singles (RPM)                         | 5                 |
| Finland (Suomen virallinen lista)                | 13                |
| Frankrig (SNEP)                                  | 10                |
| Tyskland (Official German Charts)                | 26                |
| Irland (IRMA)                                    | 7                 |
| Holland (Dutch Top 40)                           | 3                 |
| New Zealand (RIANZ)                              | 22                |
| Sverige (Sverigetopplistan)                      | 19                |
| Storbritannien Singles (Official Charts Company) | 12                |
| USA Radio Songs (Billboard)                      | 24                |
| USA Mainstream Top 40 (Billboard)                | 9                 |
| USA Mainstream Rock (Billboard)                  | 1                 |
| USA Alternative Songs (Billboard)                | 2                 |